# 양혜지 (배우)
양혜지(1996년 1월 20일 ~ )는 대한민국의 배우이다.

## 학력
- 신일초등학교(졸업)
- 상암중학교(졸업)
- 홍익대학교 사범대학 부속여자고등학교(졸업)
- 성균관대학교 연기예술학과(졸업)

## 출연작

### 드라마
| 연도   | 방송사     | 제목                               | 배역   | 비고 |
| ------ | ---------- | ---------------------------------- | ------ | ---- |
| 2016년 | 웹드라마   | 전지적 짝사랑 시점 시즌 2          | 양혜지 | 주연 |
| 2017년 | 웹드라마   | 그들이 사랑한 향기                 | 양혜지 | 주연 |
| 2017년 | 웹드라마   | 전지적 짝사랑 시점 시즌 3          | 양혜지 | 주연 |
| 2017년 | 웹드라마   | 전지적 짝사랑 시점 특별판          | 양혜지 | 주연 |
| 2017년 | tvN        | 드라마 스테이지 - 직립 보행의 역사 | 반자연 | 조연 |
| 2018년 | MBC        | 부잣집 아들                        | 박서희 | 조연 |
| 2018년 | OLIVE      | 은주의 방                          |        |      |
| 2019년 | SBS        | 빅이슈                             | 문보영 | 단역 |
| 2019년 | MBC        | 연애미수                           | 이시원 | 주연 |
| 2020년 | JTBC       | 날씨가 좋으면 찾아가겠어요         | 지은실 | 조연 |
| 2020년 | JTBC       | 라이브온                           | 지소현 | 주연 |
| 2021년 | JTBC       | 알고있지만,                        | 오빛나 |      |
| 2023년 | SBS        | 악귀                               | 백세미 |      |
| 2024년 | U+모바일tv | 브랜딩 인 성수동                   | 도유미 |      |
| 2024년 | MBC        | 원더풀 월드                        | 홍수진 | 조연 |
| 2024년 | MBN        | 나쁜 기억 지우개                   | 전새얀 | 주연 |
| 2024년 | KBS2       | 다리미 패밀리                      | 이차림 | 주연 |

### 뮤직비디오
| 연도   | 가수   | 제목                  |
| ------ | ------ | --------------------- |
| 2020년 | 임한별 | 안녕, 오늘의 그대에게 |

## 수상 및 후보
| 연도 | 시상식                       | 부문                    | 작품          | 결과 |
| ---- | ---------------------------- | ----------------------- | ------------- | ---- |
| 2018 | 제26회 대한민국 문화연예대상 | 드라마 부문 여자 신인상 | 부잣집 아들   | 수상 |
| 2023 | SBS 연기대상                 | 여자 신인연기상         | 악귀          | 수상 |
| 2024 | KBS 연기대상                 | 여자 신인상             | 다리미 패밀리 | 후보 |